# Difusión anómala

Desplazamiento cuadrático medio de la difusión anómala y normal.

La difusión anómala es un proceso de difusión que involucra una relación no lineal entre el desplazamiento cuadrático medio (MSD, por sus siglas en inglés) , σr2, y el tiempo, a diferencia de un proceso de difusión normal, en el cual el desplazamiento cuadrado es una función lineal del tiempo. Físicamente σr2  puede considerarse la cantidad de espacio que la partícula ha "explorado" dentro del sistema. Procesos de difusión anómala han sido medidos en física, química y biología.
A diferencia de la difusión normal, la difusión anómala se describe mediante una ley de potencia,  σr2 ~ D t α, donde D es el coeficiente de difusión y t es el tiempo transcurrido. En un proceso de difusión normal, α = 1. Si α > 1, el fenómeno se denomina superdifusión. La superdifusión puede ser el resultado de procesos activos de transporte celular. Si α <1, la partícula se somete a subdifusión.
El rol de la difusión anómala ha recibido amplia atención en la última década para describir escenarios físicos, más prominentemente dentro de sistemas de hacinamiento, por ejemplo la difusión de proteínas dentro de células, y difusión a través de medios porosos. La subdifusión se ha propuesto como una medida de hacinamiento macromolecular en el citoplasma.

## La difusión anómala es un proceso no lineal
En estadística la Difusión (física) normal está definida como
{\displaystyle <x^{2}>=4Dt}
donde <x2> es la variancia de la distribución en la posición de una partícula moviéndose en un plano, D es el coeficiente de difusión y t es el tiempo. Este tipo de difusión es totalmente definida por el coeficiente de difusión. Si se trata al coeficiente de difusión como una variable y se calcula a través de un experimento
{\displaystyle D=<x^{2}>/4t}
se espera que la razón de <x2> y t sean constantes.
Durante difusión anómala la relación de difusión es
{\displaystyle <x^{2}>=4Dt^{\alpha }}
donde {\displaystyle \alpha } es el llamado exponente anómalo. Para {\displaystyle \alpha <1} el proceso es sub-difusivo y para {\displaystyle \alpha >1} es súper-difusivo. Por simplicidad nos concentraremos en {\displaystyle \alpha <1}.
Si volvemos a calcular la razón de {\displaystyle <x^{2}>/t}durante un proceso anómalos, entonces
{\displaystyle D_{app}=<x^{2}>/t=4Dt^{\alpha -1}}
Claramente, el valor instantáneo del coeficiente aparente de difusión {\displaystyle D_{app}} cambia con el tiempo. Esto significa que no hay un valor constante que defina la difusión de las partículas en el medio, el sistema no se encuentra en equilibrio térmico y las leyes clásicas de difusión no se cumplen. En este caso el exponente anómalo cobra mayor importancia.
La ecuación que describe difusión anómala es una ley de potencias. En las leyes de potencias no existe una única constante temporal, como en todo proceso descrito por un decaimiento exponencial. Una ley de potencias surge de la suma de una infinidad de sumas de procesos con diferentes constantes temporales.

## La ecuación fraccional de difusión
Es posible demostrar que un proceso de difusión anómala resulta en una ecuación fraccional
{\displaystyle d^{\alpha }C/dt^{\alpha }=Dd^{\beta }C/dx^{\beta }}
donde {\displaystyle \alpha } puede ir de [0,1] y {\displaystyle \beta } de [0,2].
La ecuación fracional muestra dos tipos de difusión anómala, una temporal y otra espacial. Es posible demostrar que procesos que se originan con movimientos aleatorios continuos con tiempos distribuidos de espera resultan en tiempo fraccional. Mientras que movimientos como los saltos de Levy resultan en escpacio fraccional.

## Tipos de difusión anómala
Uno de los grandes desafíos en el campo de difusión anómala consiste en comprender el mecanismo causante de las anomalías. Existe una serie de marcos estudiados dentro de la física estadística que dan lugar a difusión anómala. Estos son correlaciones de largo alcance caminatas aleatorias de tiempo continuo (CTRW), el movimiento browniano fraccional (fBm), difusión en fractales, y la difusión en medios heterogéneos.
Actualmente, los tipos de procesos de difusión anómalos más estudiados son los que involucran los siguientes
- Generalizaciones del movimiento Browniano, ya sea como el movimiento browniano fraccional[13] y el movimiento browniano escalado[16]
- Difusión en fractales y percolación en medios porosos
- Caminatas aleatorias en tiempo continuo

Estos procesos tienen un interés creciente en la biofísica celular, donde el mecanismo detrás de la difusión anómala está directamente relacionado con la fisiología. De particular interés, los trabajos de los grupos de Eli Barkai, María García Parajo, Diego Krapf y Ralf Metzler han demostrado que el movimiento de moléculas en células vivas a menudo muestra un tipo de difusión anómala que rompe la hipótesis de ergodicidad. Este tipo de movimiento requiere la reformulación de la física estadística en estos casos debido a que los enfoques que utilizan el ensamble microcanónico y el teorema de Wiener Khinchin son invalidos. Recientemente, se ha descubierto el fenómeno de difusión anómala en múltiples sistemas biológicos, incluyendo átomos ultrafríos, telómeros en el núcleo celular, canales iónicos en la membrana plasmática, partículas coloidales en el citoplasma  y soluciones micelares.  La difusión anómala también se encontró en otros sistemas fisiológicos, incluidos los intervalos de latidos del corazón y en las secuencias de ADN.